# Карл Кінан Сейферт
Карл Кінан Сейферт (англ. Carl Keenan Seyfert; 11 лютого 1911 — 13 червня 1960) — американський астроном.

## Біографія
Народився 11 лютого 1911 в Клівленді (штат Огайо, США). 1933 року закінчив Гарвардський університет, в 1933—1936 продовжував вивчення астрономії в Гарвардській обсерваторії під керівництвом Гарлоу Шеплі. У 1936—1940 працював в обсерваторії Мак-Доналд, у 1940—1942 — в обсерваторії Маунт-Вілсон. У 1942—1946 викладав в технологічному інституті Кейза в Крівленді та працював в обсерваторії Ворнер і Свейзі. З 1946 професор університету Вандербілта в Нашвіллі (штат Теннессі), з 1953 — директор обсерваторії Артура Дж. Даєра цього університету.
Роботи Сейферта присвячено вивченню галактик і зір. Вивчаючи спектри галактик в обсерваторії Маунт-Вілсон (штат Каліфорнія), першим звернув увагу на те, що в спектрах ядер деяких галактик видно потужні та широкі емісійні лінії, що вказують на наявність там великої кількості гарячого міжзоряного газу, що рухається з великою швидкістю, яка досягає кількох тисяч кілометрів на секунду. Згодом такі галактики були названі сейфертівськими. Зовні вони нічим не відрізняються від нормальних спіральних галактик, але в їхніх компактних ядрах відбуваються потужні процеси виділення енергії, що роблять ядро галактики потужним джерелом інфрачервоного і рентгенівського випромінювання та призводять до викидання з нього швидких потоків газу. Серед спіральних галактик сейфертівські становлять близько 1 %. Не виключено, що більшість спіральних галактик перебуває 1 % свого життя в стані підвищеної активності, тобто, як сейфертівська галактика.
У 1936—1940 Сейферт разом з Д.Поппером виміряв променеві швидкості, кольори та зоряні величини 118 слабких зірок спектрального класу B і визначив відстані до них, їх абсолютні зоряні величини та відношення загального поглинання до селективного. У 1942—1946 вивчав функції світності зірок Чумацького Шляху; отримав (спільно з Я.Нассау і С.Мак-Каскі) перші кольорові фотографії туманностей і зоряних спектрів.
Керував будівництвом обсерваторії імені А.Даєра і створенням 24-дюймового телескопа, на якому згодом зробив численні фотоелектричні спостереження затемнюваних змінних зірок.
Сейферт був членом багатьох наукових товариств, зокрема, Лондонського королівського астрономічного товариства (1946).
Його ім'я занесено на карту Місяця, де ім'ям вченого названо кратер. Його ім'ям названо також Секстет Сейферта — групу галактик, що розташовані на відстані 190 мільйонів світлових років у сузір'ї Змія, які він вперше спостерігав .
Сейферт загинув в автомобільній катастрофі в Нашвіллі 13 червня 1960.